# Ria De Simone
Maria De Simone, detta Ria (Roma, 6 giugno 1947 – Mentana, 10 novembre 1995), è stata un'attrice e cantante italiana.

## Biografia
Figlia d'arte – sua madre, Olga Romanelli, fu anch'essa attrice e recitò insieme a lei nel film La bolognese – si diplomò all'Accademia nazionale d'arte drammatica e, ad appena quattordici anni, fece il suo esordio cinematografico al fianco della sorella, Lily Romanelli, nel film Totòtruffa '62 dove è una delle collegiali compagne della figlia di Totò, interpretata da Estella Blain. Bruna, dall'aspetto mediterraneo e dal fisico prosperoso, tra il 1972 e il 1988 fu uno dei volti più noti della commedia sexy all'italiana, dove interpretò spesso il ruolo della donna matura e sexy senza inibizioni, pur con varie incursioni in tutti i filoni del cinema di genere dal poliziottesco all'horror. 
Da notare che nel suo ultimo film, Un gatto nel cervello diretto da Lucio Fulci, l'attrice non comparì sul set, ma il regista in realtà utilizzò alcune sequenze del lavoro precedente, Quando Alice ruppe lo specchio, nella scena delle prove generali dell'opera lirica La traviata di Giuseppe Verdi. L'ultima sua apparizione effettiva avvenne nel 1989, nella serie televisiva Aquile diretta da Antonio Bido e Ninì Salerno. All'attività cinematografica associò quella di cantante, incidendo l'album Ricominciare e accompagnando il cantante Rocky Roberts in una tournée del 1987.
È morta nel 1995 all'età di 48 anni per un tumore cerebrale.

## Filmografia

### Cinema
- Totòtruffa 62, regia di Camillo Mastrocinque (1961)
- Quando gli uomini armarono la clava e... con le donne fecero din-don, regia di Bruno Corbucci (1971)
- Jus primae noctis, regia di Pasquale Festa Campanile (1972)
- Peccato veniale, regia di Salvatore Samperi (1973)
- L'emigrante, regia di Pasquale Festa Campanile (1973)
- Il soldato di ventura, regia di Pasquale Festa Campanile (1975)
- La bolognese, regia di Alfredo Rizzo (1975)
- Vieni, vieni amore mio, regia di Vittorio Caprioli (1975)
- Il compromesso... erotico (Menage a quattro), regia di Sergio Bergonzelli (1975)
- Storia di arcieri, pugni e occhi neri, regia di Tonino Ricci (1976)
- Spogliamoci così, senza pudor..., regia di Sergio Martino (1976)
- Sorbole... che romagnola, regia di Alfredo Rizzo (1976)
- La professoressa di scienze naturali, regia di Michele Massimo Tarantini (1976)
- Cuginetta... amore mio!, regia di Bruno Mattei (1976)
- La clinica dell'amore, regia di Renato Cadueri (1976)
- La cameriera nera, regia di Mario Bianchi (1976)
- La vergine, il toro e il capricorno, regia di Luciano Martino (1977)
- La presidentessa, regia di Luciano Salce (1977)
- Per amore di Poppea, regia di Mariano Laurenti (1977)
- KZ9 - Lager di sterminio, regia di Bruno Mattei (1977)
- Napoli... serenata calibro 9, regia di Alfonso Brescia (1978)
- Alessia... un vulcano sotto la pelle, regia di Alfredo Rizzo (1978)
- La liceale nella classe dei ripetenti, regia di Mariano Laurenti (1978)
- Gegè Bellavita, regia di Pasquale Festa Campanile (1979)
- L'insegnante viene a casa, regia di Michele Massimo Tarantini (1979)
- La ripetente fa l'occhietto al preside, regia di Mariano Laurenti (1980)
- La moglie in bianco... l'amante al pepe, regia di Michele Massimo Tarantini (1981)
- I carabbimatti, regia di Giuliano Carnimeo (1981)
- Torna, regia di Stelvio Massi (1984)
- Guapparia, regia di Stelvio Massi (1984)
- Quando Alice ruppe lo specchio, regia di Lucio Fulci (1988)
- Un gatto nel cervello, regia di Lucio Fulci (1990)

### Televisione
- Caccia al ladro d'autore – serie TV, episodio 1x03 (1985)
- Investigatori d'Italia – serie TV, episodio 1x08 (1987)
- Disperatamente Giulia, regia di Enrico Maria Salerno – miniserie TV (1988)
- Aquile – serie TV (1989)

## Doppiatrici italiane
- Isa Bellini in La vergine, il toro e il capricorno
- Germana Dominici in La liceale della classe dei ripetenti